# Aubinges
Aubinges – miejscowość i gmina we Francji, w Regionie Centralnym, w departamencie Cher.
Według danych na rok 1990 gminę zamieszkiwało 279 osób, a gęstość zaludnienia wynosiła 25 osób/km² (wśród 1842 gmin Regionu Centralnego Aubinges plasuje się na 862. miejscu pod względem liczby ludności, natomiast pod względem powierzchni na miejscu 1089.).